# Campionati italiani di triathlon cross country del 2009
I Campionati italiani di triathlon cross country del 2009 (V edizione) sono stati organizzati dalla Federazione Italiana Triathlon e si sono tenuti a Cala Ginepro in Sardegna, in data 31 maggio 2009.
Tra gli uomini ha vinto per la seconda volta - dopo l'edizione del 2007 - Gianpietro De Faveri (G.P. Triathlon), mentre la gara femminile è andata a Ilaria Zavanone (Sai Frecce Bianche).
La competizione si è svolta all'interno della rassegna internazionale "X-Terra Italy" vinta dal francese Franky Batelier e dall'elvetica Renata Bucher.

## Risultati

### Élite uomini
| Pos. | Atleta               | Società sportiva         | Nuoto    | Bici     | Corsa    | Totale   |
| ---- | -------------------- | ------------------------ | -------- | -------- | -------- | -------- |
|      | Gianpietro De Faveri | G.P. Triathlon           | 00:16:36 | 01:38:09 | 00:38:55 | 02:35:08 |
|      | Fabio Guidelli       | Jhonny Tri Forhans       | 00:17:09 | 01:40:49 | 00:39:08 | 02:38:31 |
|      | Davide Ballabio      | Ironlario Triathlon Club | 00:18:43 | 01:42:25 | 00:40:36 | 02:43:44 |
| 4    | Antonello Pallotta   | SBR3 Triathlon           | 00:19:54 | 01:40:47 | 00:41:35 | 02:44:03 |
| 5    | Simone Calamai       | Firenze Triathlon        | 00:20:53 | 01:41:03 | 00:40:25 | 02:44:16 |
| 6    | Marco De Marco       | Zena Tri Team            | 00:19:05 | 01:42:32 | 00:41:19 | 02:45:25 |
| 7    | Giacomo Schiavo      | Polisportiva San Vito    | 00:19:32 | 01:43:26 | 00:42:29 | 02:47:32 |
| 8    | Matteo Marchisio     | CUS Torino               | 00:19:43 | 01:44:59 | 00:41:19 | 02:48:05 |
| 9    | Luca Molteni         | Ironlario Triathlon Club | 00:20:55 | 01:37:47 | 00:48:44 | 02:48:55 |
| 10   | Marco Moroni         | ARC Busto Arsizio        | 00:20:51 | 01:43:48 | 00:41:56 | 02:48:57 |
| 11   | Paolo Borfiga        | Ponente Triathlon        | 00:20:15 | 01:45:20 | 00:43:16 | 02:50:39 |
| 12   | Stefano Davite       | Sai Frecce Bianche       | 00:20:41 | 01:45:31 | 00:42:30 | 02:50:49 |
| 13   | Marco Pittau         | Triathlon Team Sassari   | 00:19:20 | 01:46:30 | 00:44:43 | 02:52:16 |
| 14   | Daniele Cantamessa   | Peperoncino Team         | 00:23:28 | 01:45:23 | 00:43:12 | 02:54:16 |
| 15   | Cristian Sapora      | Jhonny Tri Forhans       | 00:23:16 | 01:40:41 | 00:48:52 | 02:56:07 |
| 16   | Giovanni Portoghese  | A Team                   | 00:21:22 | 01:47:22 | 00:45:40 | 02:56:15 |
| 17   | Stefano Baghino      | Rari Nantes              | 00:17:50 | 01:54:34 | 00:41:43 | 02:57:01 |
| 18   | Giovanni Curridori   | Fuel Triathlon           | 00:20:42 | 01:52:03 | 00:42:11 | 02:57:01 |
| 19   | Paolo Malchiodi      | Torrino Triathlon Team   | 00:19:32 | 01:54:44 | 00:40:05 | 02:57:13 |
| 20   | Andrea Vellano       | Torino 3                 | 00:21:09 | 01:46:28 | 00:47:23 | 02:57:16 |

### Élite donne
| Pos. | Atleta                 | Società sportiva             | Nuoto    | Bici     | Corsa    | Totale   |
| ---- | ---------------------- | ---------------------------- | -------- | -------- | -------- | -------- |
|      | Ilaria Zavanone        | Sai Frecce Bianche           | 00:23:04 | 01:58:56 | 00:48:35 | 03:13:37 |
|      | Sara Tavecchio         | Triathlon Cremona Stradivari | 00:20:38 | 02:04:31 | 00:46:26 | 03:13:47 |
|      | Laura Mazzucco         | Alba Triathlon               | 00:25:55 | 02:05:27 | 00:45:46 | 03:19:40 |
| 4    | Monica Gabbanelli      | Flipper Ascoli Piceno        | 00:26:27 | 02:00:48 | 00:53:02 | 03:24:18 |
| 5    | Valerie Dochy          | Mens Sana                    | 00:29:45 | 02:07:18 | 00:56:48 | 03:36:28 |
| 6    | Simona Solla           | Mens Sana                    | 00:22:46 | 02:21:30 | 00:53:12 | 03:39:35 |
| 7    | Valeria Curridori      | Villacidro Triathlon         | 00:25:10 | 02:19:52 | 00:53:37 | 03:40:30 |
| 8    | Stefania Pacca         | Lazio Triathlon              | 00:26:12 | 02:23:03 | 00:48:52 | 03:40:48 |
| 9    | Raffaella Besenzon     | Padova Nuoto Triathlon       | 00:26:07 | 02:29:35 | 00:52:33 | 03:51:20 |
| 10   | Federica Porcu         | Sinis Oristano               | 00:26:18 | 02:32:16 | 00:54:29 | 03:55:10 |
| 11   | Silvia Fiandino        | Torino 3                     | 00:26:48 | 02:39:32 | 01:03:40 | 04:14:19 |
| 12   | Virna Stavla           | Padova Triathlon             | 00:28:32 | 02:51:55 | 00:56:26 | 04:19:13 |
| 13   | Luisa Loli Piccolomini | Porta Saragozza Bo           | 00:30:26 | 02:52:25 | 00:57:29 | 04:26:16 |
| 14   | Barbara Mingotti       | Atl. Avis Castel S. Pietro   | 00:31:45 | 02:49:29 | 01:05:12 | 04:31:28 |
| 15   | Stefania Diana         | Survival                     | 00:26:12 | 03:07:24 | 01:10:06 | 04:46:41 |
| 16   | Valentina Simonetto    | Padova Triathlon             | 00:27:33 | 03:36:10 | 00:54:26 | 05:01:51 |
| 17   | Simona Mele            | Triathlon Ostia              | 00:26:56 | 03:54:41 | 01:08:12 | 05:35:00 |
| 18   | Buonfiglioli Marina    | Atl. Avis Castel S. Pietro   | 00:27:22 | 04:18:24 | 01:16:54 | 06:08:45 |